# Oleksij Torochtij

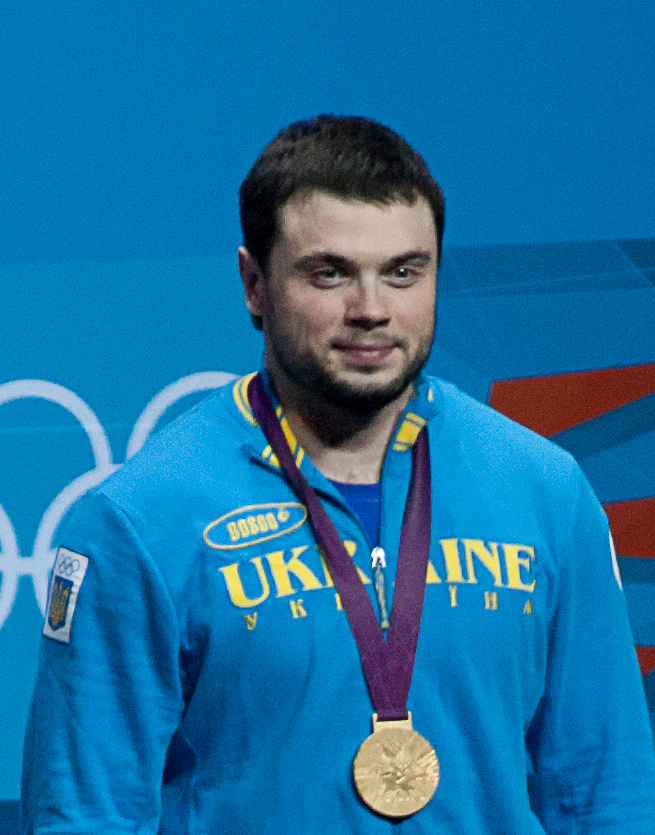
Oleksij Torochtij

Oleksij Pawlowytsch Torochtij (ukrainisch Олексій Павлович Торохтій; * 22. Mai 1986 in Suhres, Oblast Donezk, Ukrainische SSR) ist ein ukrainischer Gewichtheber. Er gewann 2012 die olympische Goldmedaille im Schwergewicht, diese wurde ihm jedoch sieben Jahre später wegen Dopings aberkannt.

## Werdegang
Oleksij Torochtij begann im Alter von 14 Jahren an seiner Schule in Suhres mit dem Gewichtheben und ist heute Mitglied von Dinamo Charkiw. Seine Trainer waren bzw. sind Waleri Nikulin und Michail Mazocha. Er ist Student an der Nationalen Luftfahrt-Universität in Charkiw.
Seinen ersten Einsatz bei einer internationalen Meisterschaft absolvierte er bei der Junioren-Europameisterschaft der Altersgruppe U 17 im Jahre 2003 in Dortmund. Er kam dort in der Gewichtsklasse bis 94 kg mit einer Zweikampfleistung von 300 kg (135–165) auf den 4. Platz. Bis zum Jahre 2006 startete er dann doch bei einer Reihe von weiteren internationalen Meisterschaften im Juniorenbereich. Die beste Platzierung, die ihm dabei gelang, war der 2. Platz bei der Junioren-Europameisterschaft (U 20) im Jahre 2006 in Palermo. Er hob dort im Zweikampf im Schwergewicht 365 kg (165–200). Im chinesischen Hangzhou erreichte er einen 4. Platz bei der Junioren-Weltmeisterschaft 2006. Er erzielte dort 369 kg (166–203) und lag damit nur 10 kg hinter der Leistung des Siegers im Schwergewicht Igor Merkuschow, Russland, der auf 379 kg (171–208) kam.
Im Jahre 2006 wurde Oleksij Torochtij bei der Weltmeisterschaft der Senioren in Santo Domingo eingesetzt. Er erzielte dort im Schwergewicht im Zweikampf 373 kg (165–209) und belegte damit den 12. Platz. Weltmeister wurde in Santo Domingo in dieser Gewichtsklasse Marcin Dolega aus Polen, der 415 kg (193–222) zur Hochstrecke brachte. 2007 startete Oleksij Torochtij bei der Weltmeisterschaft in Chiang Mai/Thailand. Dort unterliefen ihm im Reißen drei Fehlversuche mit 167 kg, so dass er ohne Zweikampfleistung und damit unplatziert blieb. Dies war der einzige „Totalausfall“, der ihm in seiner internationalen Gewichtheber-Laufbahn unterlief.
Ein großer Leistungssprung gelang ihm im Winter 2007/08. Das zeigte sich bei der Europameisterschaft im April 2008 in Lignano. Er erzielte dort im Schwergewicht im Zweikampf 395 kg (175–220), mit denen er auf den 5. Platz kam. Der Sieger Dmitri Berestow aus Russland erzielte 410 kg (190–220). Mit seiner Leistung im Stoßen von 220 kg gewann er die erste Medaille seiner internationalen Laufbahn, eine silberne. Er wurde danach bei den Olympischen Spielen 2008 in Peking eingesetzt, erreichte dort aber nur 390 kg (177–213), die zum 12. Platz reichten.
2009 wurde Oleksij Torochtij bei der Europameisterschaft in Bukarest mit 405 kg (181–224) hinter Wladimir Smortschkow aus Russland, 411 kg (190–221) Vize-Europameister im Zweikampf und sicherte sich mit seiner Leistung im Stoßen (224 kg) seinen ersten Europameistertitel. Bei der Weltmeisterschaft 2009 in Goyang kam er nur auf 395 kg (180–215) und verpasste mit einem 4. Platz im Zweikampf knapp die Medaillenränge. Weltmeister wurde dort wieder Marcin Dolega, der auf 421 kg (195–226) kam.
2010 war er nur bei der Europameisterschaft in Minsk am Start und erzielte dort 396 kg (175–221) im Zweikampf, mit denen er die Bronzemedaille gewann. Mit seiner Leistung im Stoßen von 221 kg gewann er eine Silbermedaille. Die Russen Dmitri Klokow, 409 kg (185–224) und Wladimir Smortschkow, 408 kg (193–215) konnte er nicht gefährden. Bei der Europameisterschaft 2011 in Kasan kam er auf 385 kg (170–215) im Zweikampf und erreichte damit nur den 5. Platz. Immerhin gewann er mit seiner Stoßleistung von 215 kg eine EM-Bronzemedaille. In besserer Form war er bei der Weltmeisterschaft 2011 in Paris. Er steigerte sich dort im Schwergewicht wieder auf 410 kg (181–229) und belegte damit in der Zweikampfwertung den 3. Platz. Auch mit seiner Stoßleistung von 229 kg gewann er eine WM-Bronzemedaille. Vor ihm platzierten sich in Paris die Russen Chadschimurat Akkajew, 430 kg (198–232) und Dimitri Klokow, 428 kg (196–232).
Der vermeintliche Höhepunkt in der Laufbahn waren die Olympischen Spiele 2012 in London. Er erzielte dort im Zweikampf 412 kg (185–227), die zum Gewinn der olympischen Goldmedaille reichten. Die in den Jahren zuvor in dieser Gewichtsklasse dominanten russischen Gewichtheber (Klokow, Smortschkow, Akkajew, Berestow) waren jedoch nicht am Start, was zu einigen Spekulationen führte. Im Jahre 2013 bestreitet Torocthij keine internationalen Wettkämpfe. Aufgrund der Untersuchungsergebnisse von Dopingproben, die bei den Olympischen Spielen 2012 in London genommenen worden waren, wurde er, wie auch vier weitere Gewichtheber, am 23. Dezember 2018 vom Weltverband IWF suspendiert. Schließlich erkannte ihm  das IOC den Olympiasieg am 19. Dezember 2019 ab.

## Internationale Erfolge
| Jahr | Platz | Wettbewerb                           | Gewichtsklasse | Ergebnisse |
| ---- | ----- | ------------------------------------ | -------------- | --- |
| 2003 | 4.    | Junioren-EM (U 17) in Dortmund       | bis 94 kg      | mit 300 kg (135–165); Sieger: Igor Lukanin, Russland, 342,5 kg (152,5–190)                                                                                         |
| 2005 | 6.    | Junioren-WM (U 20) in Busan          | Schwer         | mit 355 kg (160–195); Sieger: Igor Lukanin, 395 kg (180–215) |
| 2005 | 6.    | Junioren-EM (U 20) in Trencin        | Schwer         | mit 355 kg (155–200); Sieger: Igor Lukanin, 401 kg (181–220) |
| 2006 | 4.    | Junioren-WM (U 20) in Hangzhou/China | Schwer         | mit 369 kg (166–203); Sieger: Igor Merkuschow, Russland, 379 kg (171–208)                                                                                          |
| 2006 | 2.    | Junioren-EM in Palermo               | Schwer         | mit 365 kg (165–200); Sieger: Nikolaos Kourtidis, Griechenland, 391 kg (170–221)                                                                                   |
| 2006 | 12.   | WM in Santo Domingo                  | Schwer         | mit 373 kg (165–208); Sieger: Marcin Dolega, Polen, 415 kg (193–222) vor Dimitri Lapikow, Russland, 414 kg (194–220) und Dmitri Klokow, Russland, 406 kg (188–218) |
| 2007 | unpl. | WM in Chiang Mai/Thailand            | Schwer         | nach drei Fehlversuchen im Reißen mit 167 kg; Sieger: Andrej Aramnau, Weißrussland, 423 kg (195–228)                                                               |
| 2007 | 1.    | IWF-World-Cup in Apia/Samoa          | Schwer         | mit 365 kg (160–205), vor Gurbinder Singh, Indien, 335 kg (155–180)                                                                                                |
| 2008 | 5.    | EM in Lignano                        | Schwer         | mit 395 kg (175–220); Sieger: Dmitri Berestow, Russland, 410 kg (190–220)                                                                                          |
| 2008 | 12.   | OS in Peking                         | Schwer         | mit 390 kg (177–213); Sieger: Andrej Aramnau, 436 kg (200–236) vor Dmitri Klokow, 423 kg (193–230) und Dimitri Lapikow, 420 (190–230)                              |
| 2009 | 2.    | EM in Bukarest                       | Schwer         | mit 405 kg (181–224), hinter Wladimir Smortschkow, Russland, 411 kg (190–221) und vor Ramūnas Vyšniauskas, Litauen, 405 kg (182–223)                               |
| 2009 | 4.    | WM in Goyang                         | Schwer         | mit 395 kg (180–215,) hinter Marcin Dolega, 421 kg (195–226), Dimitri Lapikow, 416 kg (194–222) und Roman Konstantinow, Russland, 400 kg (180–220)                 |
| 2010 | 3.    | EM in Minsk                          | Schwer         | mit 396 kg (175–221), hinter Dmitri Klokow, 409 kg (185–224) und Wladimir Smortschkow, 408 kg (193–215)                                                            |
| 2011 | 5.    | EM in Kasan                          | Schwer         | mit 385 kg (170–215), Sieger: Chadschimurat Akkajew, Russland, 425 kg (195–230), vor Gio Machavariani, Georgien, 400 kg (183–217)                                  |
| 2011 | 3.    | WM in Paris                          | Schwer         | mit 410 kg (181–229), hinter Chadschimurat Akkajew, 430 kg (198–232) und Dmitri Klokow, 428 kg (196–232)                                                           |
| 2012 | DSQ   | OS in London                         | Schwer         | mit 412 kg (185–227), vor Navab Nasirshelal, Iran, 411 kg (184–227) und Bartłomiej Bonk, Polen, 410 kg (190–220)                                                   |

Anmerkungen
- alle Wettkämpfe im Zweikampf, bestehend aus Reißen und Stoßen
- OS = olympische Spiele, WM = Weltmeisterschaft, EM = Europameisterschaft
- Schwergewicht, Gewichtsklasse bis 105 kg Körpergewicht

## WM- und EM-Einzelmedaillen
- WM-Bronzemedaillen: 2011/Stoßen

- EM-Goldmedaillen: 2009/Stoßen
- EM-Silbermedaillen: 2008/Stoßen – 2010/Stoßen
- EM-Bronzemedaillen: 2011/Stoßen